# Turystyka kwalifikowana

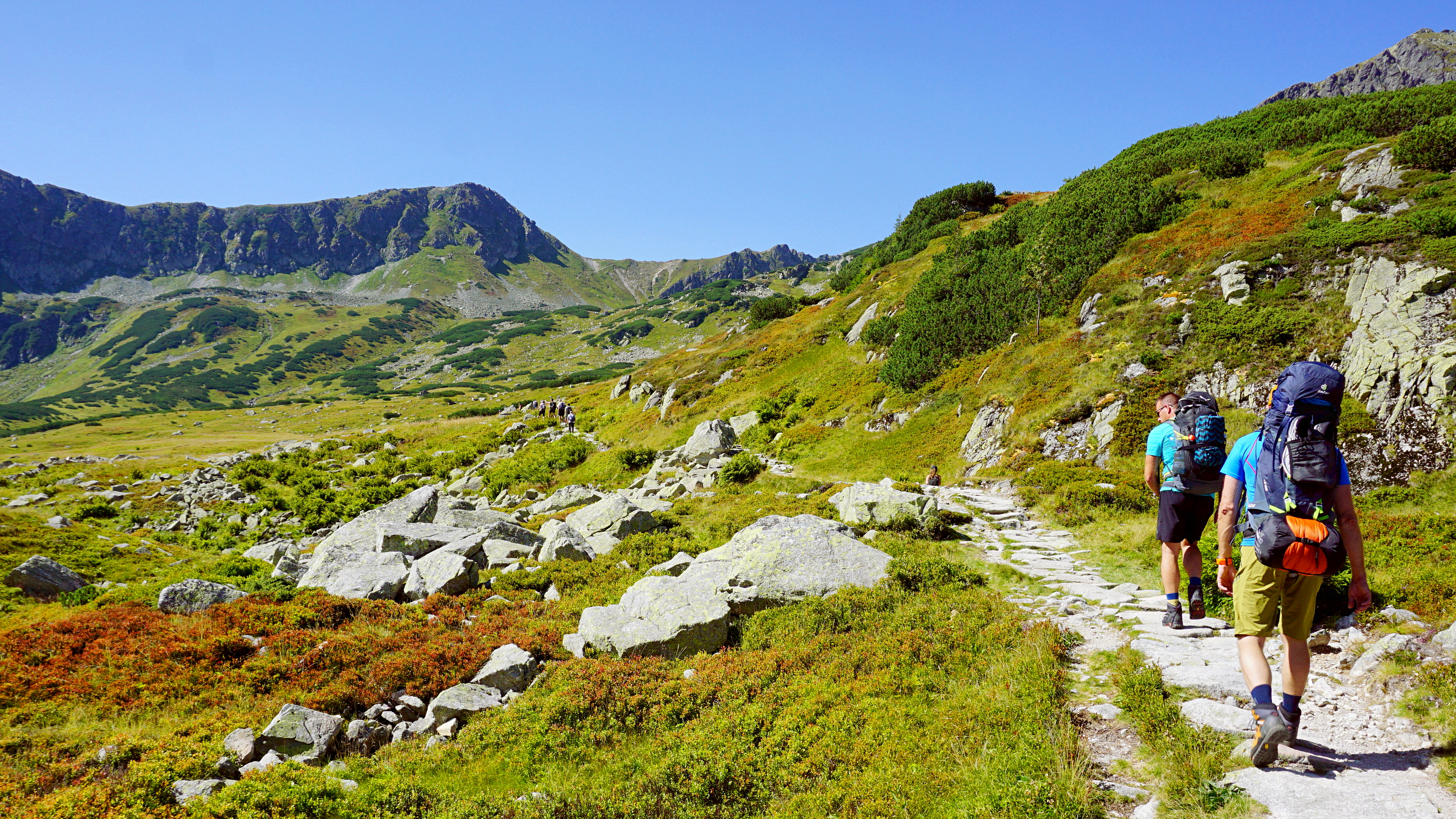
Turystyka górska w Tatrach

Turystyka kwalifikowana – wspólne określenie rodzajów turystyki takich jak: piesza nizinna, piesza górska, narciarska, turystyka rowerowa, motorowa, kajakowa i żeglarska, jeździecka, nadane, aby wyróżnić tę grupę spośród tradycyjnych rodzajów turystyki. 
Termin „turystyka kwalifikowana” wywodzi się od:
- kwalifikacji osobowych, jakie posiąść musi turysta kwalifikowany;
- kwalifikowania osiągnięć turystycznych dla uzyskania coraz wyższych stopni odznak turystycznych;
- wyczynu turystycznego – jest porównywana do sportu kwalifikowanego, w którym wyczyn stanowi istotę działalności sportowców wyczynowych.

Turystą kwalifikowanym jest osoba trwale zainteresowana turystyką, uprawiająca ze znawstwem i zamiłowaniem wybrane jej dyscypliny, przestrzegająca społecznych norm zachowania się na szlaku i w obiektach turystycznych, doskonaląca swoją sprawność fizyczną oraz łącząca turystyczną aktywność fizyczną z wszechstronnym poznaniem rejonu, w którym uprawia turystykę. 
Turystyka kwalifikowana to najwyższa forma specjalizacji turystycznej. Uprawianie jej wymaga specjalnego przygotowania psychofizycznego, zahartowania na trudy, umiejętności zachowania się w środowisku naturalnym i w obiektach turystycznych, a w niektórych przypadkach potwierdzonej przez właściwe organizacje umiejętności posługiwania się sprzętem turystycznym, (rowerem, żaglówką, nartami, sprzętem do nurkowania, sprzętem wspinaczkowym, itp.). Turystykę kwalifikowaną uprawiać można indywidualnie i zespołowo, w grupach nieformalnych i zorganizowanych, niekiedy w połączeniu z elementami współzawodnictwa.
Jest to jedna z najważniejszych i najbardziej dostępnych form aktywnego wypoczynku. Stanowi najważniejszą dziedzinę działalności Polskiego Towarzystwa Turystyczno-Krajoznawczego. Określenie „turystyka kwalifikowana” pojawiło się w latach 1951–1953.
Turystykę kwalifikowaną stosuje się również jako jedną z bardziej wymiernych metod resocjalizacji. Stawanie w obliczu trudności i konieczność radzenia sobie w sytuacjach skrajnych weryfikuje charakter człowieka.